# Туркменелі
35°12′02″ пн. ш. 43°57′54″ сх. д. / 35.20055556° пн. ш. 43.965° сх. д.

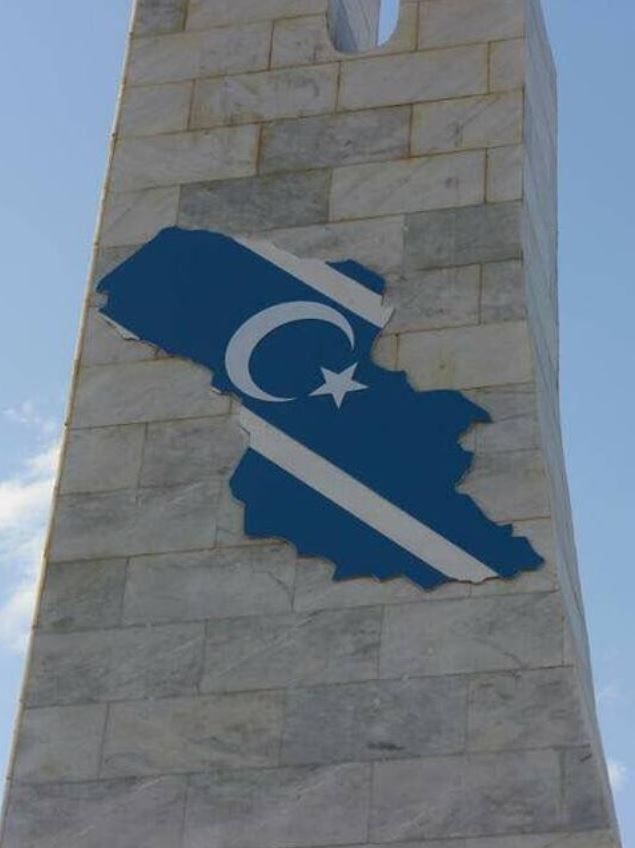
Карта Туркменелі на монументі в Алтинкепрю (Altınköprü).

Туркменелі або Туркоманія — область розселення туркоманів в Іраку, що включає землі іракських туркменів, які простягаються від кордону Іраку з Туреччиною та Сирією і по діагоналі вниз країною до кордону з Іраном  (тур. Türkmeneli, дос. «Land of the Turkmens»).
Своєю столицею іракські туркмени вважають спірне місто Кіркук, а до його кордонів також входять Талль-Афар, Мосул (друге за величиною місто в Іраці), Ербіль (столиця Курдистану), Мандалі та Туз-Хурмату .

## Територія
Туркменелі розташовується на територіях мухафазів Салах-ед-Діна, Діяла, Ніневії, Ербілю та Кіркуку. Центром Туркменелі визнано місто Кіркук.

Етнічні та релігійні групи в Іраку, проживання туркменів виділено помаранчевим кольором.

## Автономія Туркменелі

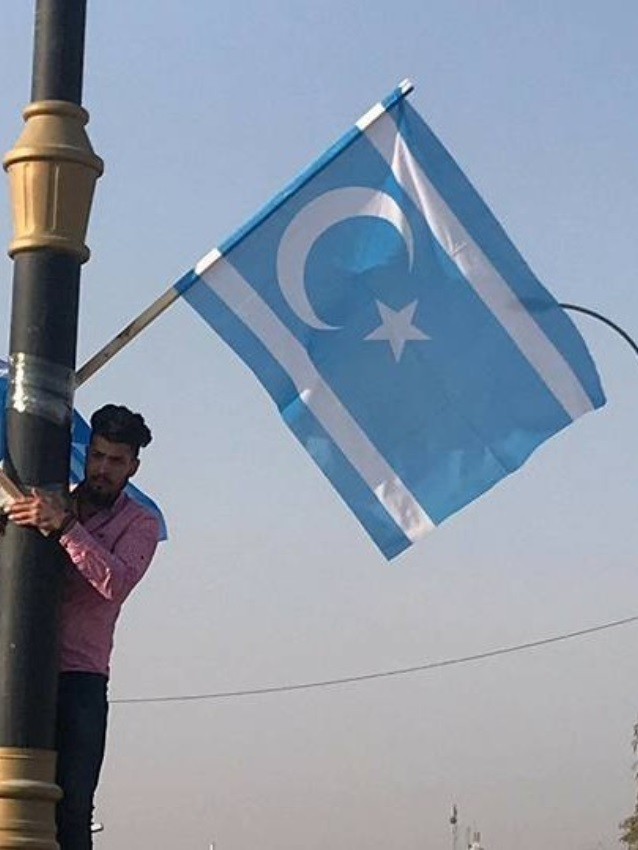
Іракський туркмен забирається на стовп у Кіркуку, щоб сфотографуватися з прапором Туркменелі

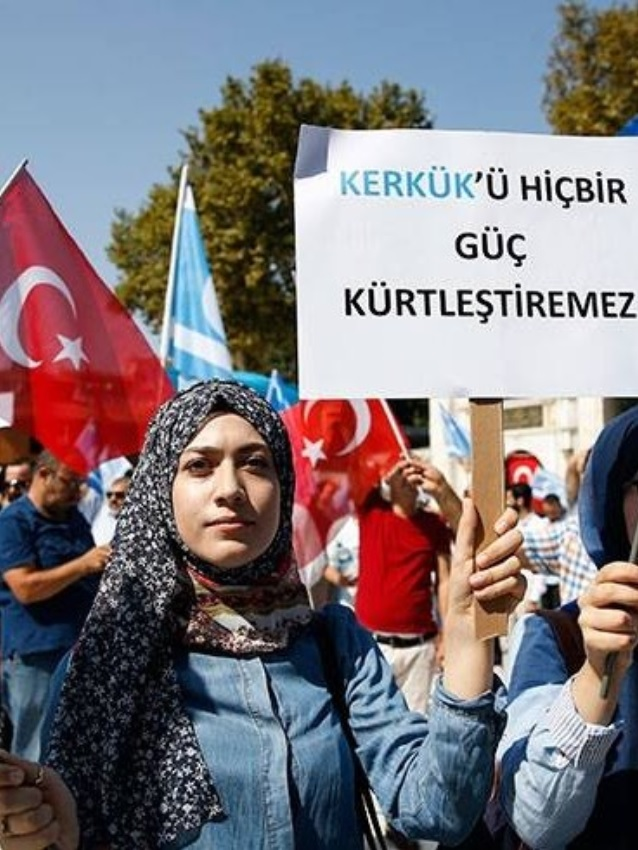
Туркоманка тримає плакат з написом турецькою мовою: «Kerkük'ü hiçbir güç Kürtleştiremez» («Жодна сила не може курдизувати Кіркук»).

За словами Халіла Османа, існує «чимало федералістських схем», запропонованих різними туркоманськими політичними партіями. Наприклад, одна спірна пропозиція про створення Туркменелі як туркменська автономна область включала райони на північний захід від Іраку, від Талль-Афара в провінції Ніневія, через провінцію Кіркук та район Туз-Хурмату в мухафазі Салах-ед-Дін у північно-центральній частині Іраку до Мандалі в мухафазі Діяла на північному сході Багдаду.
Ваграм Петросян припускає, що просування Іракським туркменським фронтом (ІТФ) ідеї визнання Туркменелі може призвести до курдсько-туркменського конфлікту.
У 2007 році лідер Іракського туркманського фронту Саадеддін Єргеч (Saadettin Ergeç) під час поїздок до Туреччини та США висловився проти проведення референдуму щодо статусу Кіркука, за яким передбачалося включення Кіркука до складу Курдської автономії та надання курдській мові статусу державної. Він заявив, що туркомани виступають проти надання особливого статусу місту та категорично вимагають надання місту статусу офіційної столиці майбутньої Туркоманської автономії.
У 2016 році Вассім Бассем повідомив, що іракські туркмени закликають до створення своєї власної незалежної провінції в районі Таль-Афар. Їхні вимоги збіглися із закликами до створення інших нових провінцій для християнської та єзидської меншин.
17 липня 2017 року туркоманські представники запропонували, щоб Таль-Афар разом із Туз-Хурмату стали автономним туркоманським регіоном, і попросили надати Кіркуку «особливий статус» на саміті в Багдаді під назвою «Майбутнє туркоман в Об'єднаному Іраку». Вони також закликали до «навчання та оснащення туркменських сил Хашд аш-Шаабі».

## Галерея

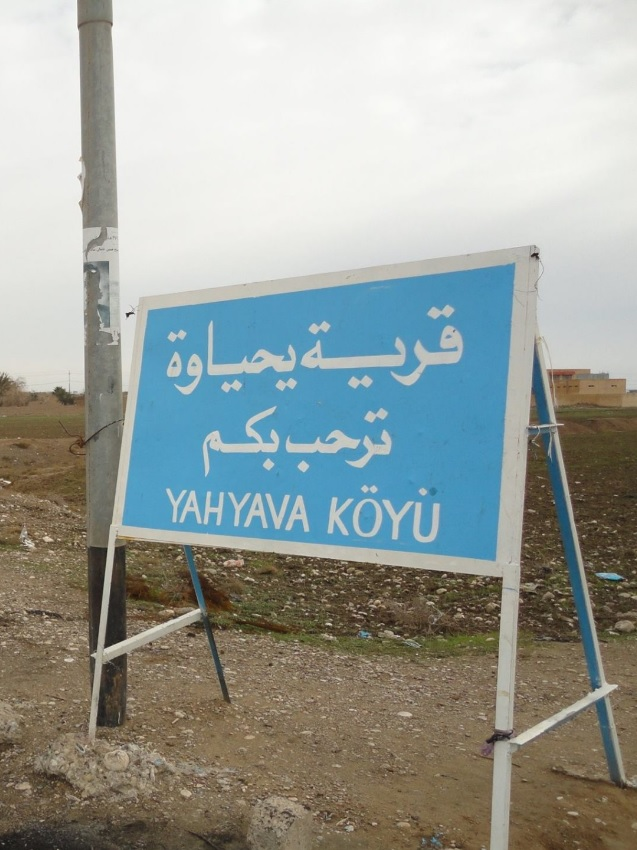
Двомовний знак арабською та турецькою мовами
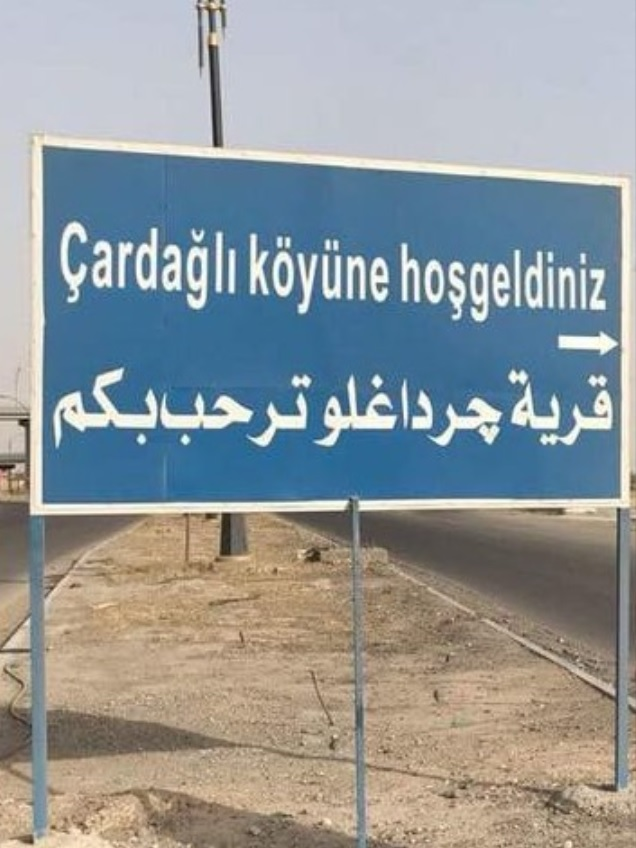
Двомовний знак арабською та турецькою мовами
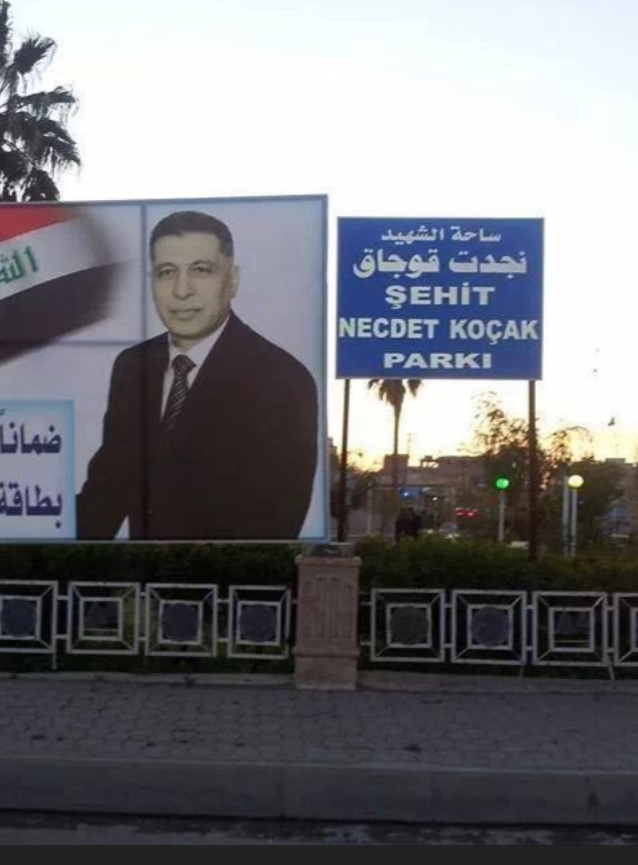
Двомовний знак арабською та турецькою мовами